# Meine Familie & ich
Meine Familie & ich ist eine deutschsprachige Zeitschrift von Hubert Burda Media zum Thema Essen und Genuss. Sie erscheint 13 Mal jährlich und zählt zu den erfolgreichsten Publikationen des Konzerns.

## Geschichte
Die erste Ausgabe der Zeitschrift kam 1966 auf den Markt, damals noch unter dem Titel „Ich und meine Familie“. Vorbild für das Blatt war die seit 1932 erschienene englischsprachige Zeitschrift Family Circle aus dem Hause Cowles und Thomson. Für den deutschsprachigen Markt gründeten die Verlage ein Gemeinschaftsunternehmen mit der Mediengruppe DuMont, die Co-Publica Verlagsgesellschaft. 1972 kaufte der Burda-Verlag zunächst 51 Prozent des Unternehmens und änderte den Namen der Zeitschrift in „Meine Familie & ich“. Sie wurde fortan von den Verlegern Lord Thomson und Franz Burda gemeinsam geführt. 1974 erwarb der Burda-Verlag dann auch die restlichen Anteile des Blattes.
In den folgenden Jahrzehnten entwickelte sich „Meine Familie & ich“ zur meistgekauften Zeitschrift für Essen und Genuss in Deutschland. 2008 startete auf BonGusto die erste Fernsehsendung unter dem Namen der Zeitschrift, sie heißt heute „Meine Familie & ich Gastspiel“. Im Jahr 2008 übernahm der Burda-Verlag auch die Website daskochrezept.de, die immer noch zur Markenfamilie gehört. Bis heute wird „Meine Familie & ich“ vor allem über den Lebensmitteleinzelhandel vertrieben. Immer wieder erscheinen „Spezial“-Ausgaben der Zeitschrift zu unterschiedlichen Themen, beispielsweise anlässlich des auf VOX ausgestrahlten Kochduells.
Seit 2012 ist Gabriele Höger Chefredakteurin der Zeitschrift. Die Reichweite lag im Februar 2017 bei über einer Million Lesern.